# Zangenschlüssel

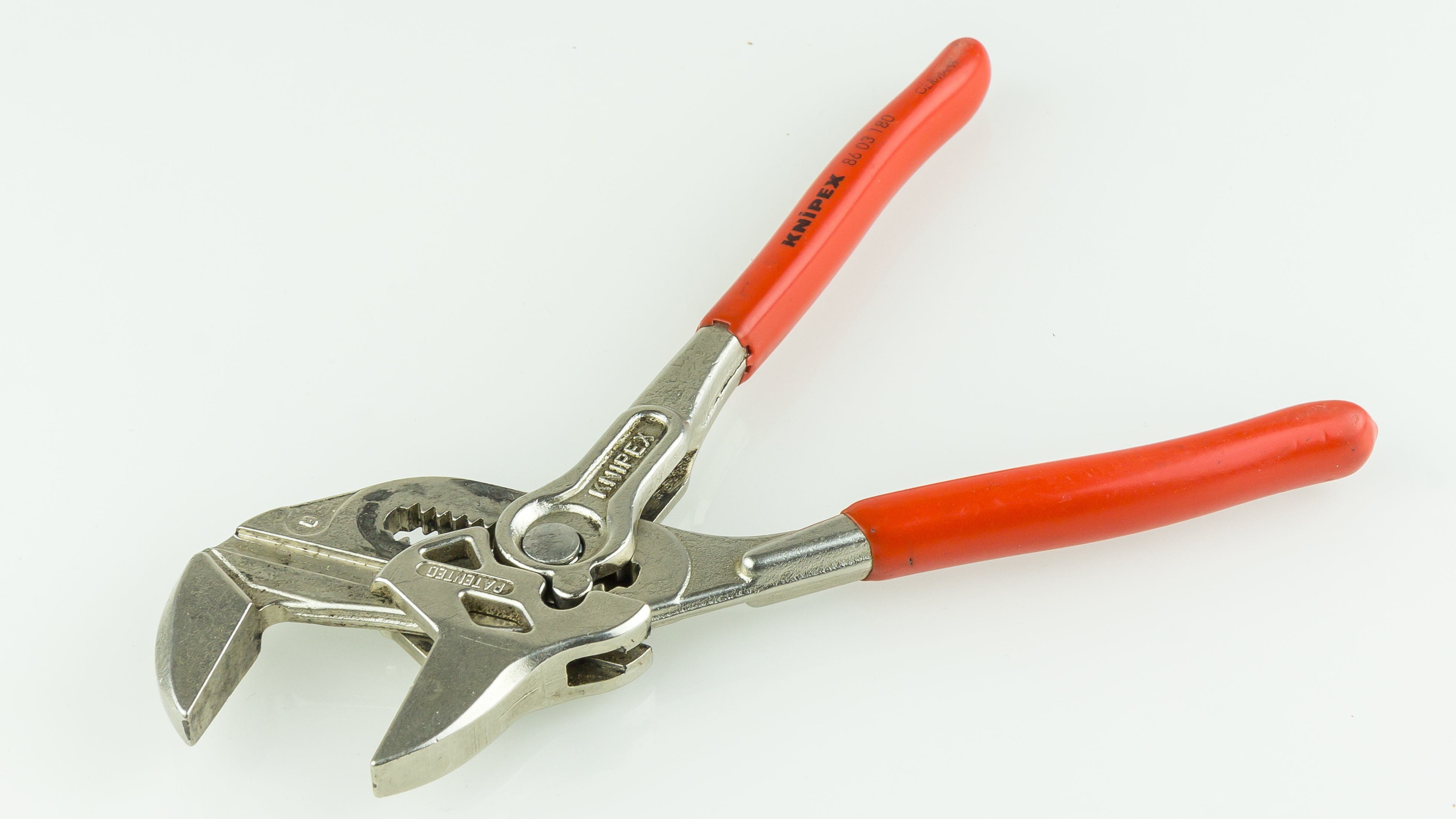
Hochwertiger Zangenschlüssel mit paralleler Gleitführung

Ein Zangenschlüssel ist eine Kombination aus Verstellschlüssel und Greifzange mit verstellbarer Maulweite und glatten Greifbacken. Im Unterschied zu den meisten anderen Zangen wie etwa der häufig verwendeten Wasserpumpenzange werden die Greifbacken des Zangenschlüssels in jeder Stellung annähernd parallel geführt.
Bauarten wie die rechts abgebildete Zange erreichen durch eine Linearführung der Backen in jeder Öffnungsweite eine gute Parallelität. Andere Ausführungen verfügen wie gewöhnliche Zangen lediglich über ein Drehgelenk, dessen Position sich aber verstellen lässt, so dass die Backen bei bestimmten Maulweiten ebenfalls parallel an den Kanten des Werkstücks anliegen. Haben die zu greifenden Kanten einen anderen Abstand zueinander, liegen die Backen nicht mehr vollständig parallel und greifen dann lediglich an den Ecken des Werkstücks, statt flächig anzuliegen.
Mit Zangenschlüsseln können auch Muttern und Schraubenköpfe größeren Durchmessers gegriffen werden, für die sonst ein großer Schraubenschlüssel erforderlich wäre. Ein Zangenschlüssel kann so eine Anzahl von Schraubenschlüsseln unterschiedlicher Maulweite ersetzen, ähnlich einem Rollgabelschlüssel. Das aufzubringende Drehmoment wird dabei durch die Länge der Griffe der Zange begrenzt, während ein entsprechend großer Schraubenschlüssel meist robust genug ist, um den Hebelarm durch Verlängerung des Griffes noch vergrößern zu können.
Zangen dieser Bauart werden insbesondere in der Sanitärinstallation eingesetzt und auch als Chromzange oder Armaturenzange bezeichnet, da sich mit den glatten und parallel geführten Greifbacken verchromte Überwurfmuttern von Wasserhähnen und anderen Trinkwasserarmaturen greifen lassen, ohne die glänzende Chromschicht zu verkratzen. Als Armaturenzange werden jedoch auch Zangen mit einfachem Drehgelenk und gekröpften Backen bezeichnet, die über Kunststoff-Schonbacken verfügen, um die Oberfläche von Armaturen nicht zu verkratzen. Diese können oft nur ein begrenztes Drehmoment übertragen und eignen sich meist nicht zum Lösen festsitzender Verschraubungen.